# Lincoln Chafee
Lincoln Davenport Chafee (Providence, Rhode Island, 26 de março de 1953) é um político americano de Rhode Island. Foi presidente da câmara de Warwick (1993–1999), senador dos Estados Unidos (1999–2007) e o 74.º Governador de Rhode Island (2011–2015). Em 2015 lançou oficialmente sua candidatura a nomeação do Partido Democrata para as eleições presidenciais de 2016. Desistiu da corrida em outubro.